# گرماب (خدابنده)
گرماب یکی از شهرهای ایران در استان زنجان است. این شهر مرکز بخش افشار شهرستان خدابنده است. جمعیت این شهر بر طبق سرشماری سال ۱۳۸۵، برابر با ۳٫۷۳۹ نفر بوده است . 